# Becken des Guadalquivir
Koordinaten: 37° 50′ 0″ N, 6° 43′ 50″ W
Das Becken des Guadalquivir liegt in Andalusien zwischen der Sierra Morena und der Betischen Kordillere und ist geologisch ein jungtertiäres Molassebecken, das vom Fluss Guadalquivir durchzogen wird. Ablagerungen aus dem Miozän und Pliozän, den jüngsten Epochen des Tertiär, werden hiermit bezeichnet: Abtragungsschutt von den Bergen, vor allem aber marine Sedimente füllen dieses Becken.
Die Küste lag in Andalusien vor 2000 Jahren, wie die Beschreibungen der römischen Geografen zeigen, viel weiter landeinwärts als heute. Sie wurde erst im Verlauf der Zeit durch die Auffüllung mit Sedimenten immer weiter nach außen verschoben. Hierdurch entstanden die marismas, flache, periodisch überschwemmte Feuchtgebiete, die zu den interessantesten Lebensräumen Andalusiens gehören.
Im Becken des Guadalquivir liegt Spaniens ältester Nationalpark Coto de Doñana, der aus Marismas, Dünen und Wäldern besteht und ein Vogelparadies ist.